# Acoustica
Acoustica je koncertní album německé hardrockové kapely Scorpions z roku 2001.
Nahrávání tohoto alba proběhlo na třech koncertech v klášteře Conveto De Beato v Lisabonu, Portugalsko. Dle komentáře zpěváka Klause Meineho to byl pro kapelu „ten nejneobyčejnější zážitek“. Byli obklopeni spoustou dalších muzikantů jako například sborovými zpěváky, hráči na bicí nástroje, dalším kytaristou a přítomen byl i Chirstian Kolonovits (který s kapelou pracoval jako dirigent a aranžér na albu Moment Of Glory) coby hráč na klávesy. Také spolupracoval na přearanžování skladeb pro akustické nástroje.
Scorpions zahráli čtyři nové skladby: Life Is Too Short, When Love Kills Love, Back To You a I Wanted To Cry. Všechny nové skladby byly na DVD, ale např. skladba Back To You nebyla na CD.
Na tomto albu se mimo jiné objevily coververze písní "Drive", "Dust In The Wind" a jednoho z hitů kapely Queen, "Love Of My Life".

## Seznam skladeb
Autoři skladeb jsou Rudolf Schenker a Klaus Meine pokud není napsáno jinak.
| Pořadí | Název                                         | Autor                            | Původní album       | Délka |
| ------ | --------------------------------------------- | -------------------------------- | ------------------- | ----- |
| 1.     | The Zoo                                       |                                  | Animal Magnetism    | 5:49  |
| 2.     | Always Somewhere                              |                                  | Lovedrive           | 4:10  |
| 3.     | Life Is Too Short                             |                                  |                     | 5:18  |
| 4.     | Holiday                                       |                                  | Lovedrive           | 5:55  |
| 5.     | You and I                                     | Meine                            | Pure Instinct       | 5:19  |
| 6.     | When Love Kills Love                          |                                  |                     | 4:53  |
| 7.     | Dust in the Wind                              | Kerry Livgren                    |                     | 3:49  |
| 8.     | Send Me an Angel                              |                                  | Crazy World         | 5:24  |
| 9.     | Catch Your Train                              |                                  | Virgin Killer       | 3:46  |
| 10.    | I Wanted to Cry (But the Tears Wouldn't Come) |                                  |                     | 3:47  |
| 11.    | Wind of Change                                | Meine                            | Crazy World         | 5:34  |
| 12.    | Love of My Life                               | Freddie Mercury                  |                     | 2:26  |
| 13.    | Drive                                         | Ric Ocasek                       |                     | 4:00  |
| 14.    | Still Loving You                              |                                  | Love at First Sting | 5:45  |
| 15.    | Hurricane 2001                                | Schenker, Meine, Herman Rarebell | Love at First Sting | 4:35  |

## Sestava
- Klaus Meine - zpěv
- Matthias Jabs - kytara
- Rudolf Schenker - kytara
- Ken Taylor - baskytara
- James Kottak - bicí

- Christian Kolonovits - klávesy
- Johan Daansen - kytara
- Mario Argandona - hráč na bicí nástroje
- Ariana Arcu - cello